# فيما نخدم (فلم)
فيما نخدم (بالإنجليزية: In Which We Serve) هو فيلم دراما تم إنتاجه في المملكة المتحدة وصدر في سنة 1942. الفيلم من إخراج نويل كوارد وديفيد لين وكتابة نويل كوارد.

## بطولة
- نويل كوارد

## الميزانية والإيرادات
حقق أرباحا تقدر بـ £300,000 (Commonwealth), 2 مليون دولار ( rentals).

### ترشيحات وجوائز
| السنة | الحدث  | الفئة     | النتيجة |
| ----- | ------ | --------- | ------- |
|       | أوسكار | أفضل فيلم | ترشـيـح |

## وصلات خارجية
- مقالات تستعمل روابط فنية بلا صلة مع ويكي بيانات

1. ↑  "معلومات عن فيما نخدم (فيلم) على موقع filmaffinity.com". filmaffinity.com. مؤرشف من الأصل في 2012-05-16.
2. ↑  "معلومات عن فيما نخدم (فيلم) على موقع cinema.encyclopedie.films.bifi.fr". cinema.encyclopedie.films.bifi.fr. مؤرشف من الأصل في 2008-12-10.
3. ↑  "معلومات عن فيما نخدم (فيلم) على موقع archive.org". archive.org. مؤرشف من الأصل في 2016-08-06.